# Cyrtopogon lapponius
Cyrtopogon lapponius är en tvåvingeart som först beskrevs av Zetterstedt 1838.  Cyrtopogon lapponius ingår i släktet Cyrtopogon och familjen rovflugor. Inga underarter finns listade i Catalogue of Life.